# 國際愛地芽協會
國際愛地芽協會（International Association for Integration Dignity and Economic Advancement，簡寫為IDEA）是一個以爭取漢生病患人權為宗旨的國際組織。1991年在巴西成立，1994年在美國註冊，今日已有約2萬名會員分布在世界各地，並在19個國家有分支機構。其名稱意義為代表Integration「去隔離」、Dignity「尊嚴」、Economic Advancement「生活條件改善」，同時意味者追求IDEA「理想」的立場。

## 背景
由於早期醫學技術不發達，人們常認為痲瘋病是極具傳染力的不治之症，因此有必要將患者隔離，世界各地也因此創立許多漢生病療養院以收容病患。這些漢生病療養院大多與世隔絕，且被送進來的病患都無法再離開，直至1982年發展出痲瘋病治療方法，此種情況才有所改善。該組織之成立即是為了解決痲瘋病患的人權、甚至被歧視等問題。

## 在台灣的發展
由於樂生療養院被台北捷運選為新莊線維修機廠廠址，引發樂生院保留及院民權益爭議，IDEA紐約總部特派員潘美拉·帕拉皮亞諾（Pamela Parlapiano）於2007年3月29日來台表達關切，允諾承認台灣分會身分。台灣分會於2007年4月18日由內政部核准成立，5月20日舉辦成立大會，並定名為「國際愛地芽協會台灣分會」，之後積極與世界各國麻風病（應該正名為漢生病）病友組織串連合作。

## 外部連結
- IDEA官方網站 （页面存档备份，存于）（英文）
- 國際愛地芽協會台灣分會 （页面存档备份，存于）（繁體中文）
- 樂生療養院-台灣世界遺產潛力點（繁體中文）